# Irina Baeva
Irina Vitalevna Baeva (en ruso: Ирина Витальевна Баева, romanizado: Irina Vitaliyevna Bayeva; Moscú, 25 de octubre de 1992), conocida como Irina Baeva, es una actriz rusa que ha desarrollado toda su carrera en México.

## Biografía
Baeva realizó sus estudios primarios y secundarios en Moscú (Rusia). Estudió español en Rusia, y lo aprendió a hablar con mayor fluidez viendo telenovelas mexicanas. Después de terminar la secundaria, decidió estudiar periodismo y relaciones públicas en la Universidad Estatal de Moscú, pero abandonó los estudios para seguir una carrera en el mundo de la actuación.
En 2012, se mudó a la Ciudad de México para estudiar actuación en el Centro de Educación Artística de Televisa. Su debut en la pantalla chica fue cuando interpretó el papel de Katia en la telenovela Muchacha italiana viene a casarse, donde compartió créditos con Livia Brito y José Ron, entre otros.
En 2015, participó en la telenovela Pasión y poder, producción de José Alberto Castro, donde interpretó el personaje de Daniela Montenegro y comparte créditos junto a Jorge Salinas, Susana González y Fernando Colunga.
En 2016 obtuvo su primer papel protagonista en la telenovela Vino el amor, producción de José Alberto Castro, donde personificaba a Luciana Muñoz y compartía créditos con Gabriel Soto, Azela Robinson y Kimberly Dos Ramos.
En 2017 obtuvo un papel principal en la telenovela Me declaro culpable, una producción de Angelli Nesma para Televisa, donde comparte créditos con Juan Soler y Daniela Castro, entre otros.
En 2019 se integró al elenco de Soltero con hijas, producida por Juan Osorio, con Vanessa Guzmán y Gabriel Soto.

## Trayectoria

### Televisión
| Año       | Telenovela                           | Personaje                |
| --------- | ------------------------------------ | ------------------------ |
| 2024      | ¿Quién es la máscara?                | Camilo Mandrilo          |
| 2024      | La historia de Juana                 | Paula Fuenmayor          |
| 2023      | Nadie como tú                        | Romina Ortuño Vieri      |
| 2022      | Amor dividido                        | Debra Puig               |
| 2019-2020 | Soltero con hijas                    | Masha Simonova           |
| 2019-2020 | El Dragón: el regreso de un guerrero | Jimena Ortiz             |
| 2017-2018 | Me declaro culpable                  | Natalia Urzúa Monroy     |
| 2016-2017 | Vino el amor                         | Luciana Muñoz Estrada    |
| 2015-2016 | Pasión y poder                       | Daniela Montenegro Pérez |
| 2015      | Muchacha italiana viene a casarse    | Katia Ruiz               |

### Series
| Año  | Serie           | Personaje         |
| ---- | --------------- | ----------------- |
| 2017 | 40 y 20         | Masha Martínez    |
| 2017 | Renta congelada | Daniela / "Danny" |

### Teatro
| Año  | Obra                                     | Personaje    |
| ---- | ---------------------------------------- | ------------ |
| 2017 | ¿Porqué los hombres aman a las cabronas? | Dulce        |
| 2024 | Aventurera                               | Elena Tejero |

## Premios y nominaciones
| Año  | Premio             | Categoría                 | Telenovela     | Resultado |
| ---- | ------------------ | ------------------------- | -------------- | --------- |
| 2016 | Premios TVyNovelas | Mejor revelación femenina | Pasión y poder | Nominada  |